# Garcia II del Congo
Garcia II Nkanga a Lukeni a Nzenze a Ntumba, també conegut com a Garcia Afonso fou Manikongo del regne del Congo del 23 de gener de 1641 a 1660. Sovint és considerat el rei més gran del Congo per la seva pietat religiosa i perquè gairebé va expulsar els portuguesos d'Angola.

## Biografia
Garcia i el seu germà Álvaro Nimi van néixer a principis del segle xvii. Tots dos germans van assistir al col·legi dels jesuïtes a São Salvador (ara Mbanza Kongo recent fundat el 1620, on van estudiar amb el sacerdot jesuïta João de Paiva. Quan el rei Álvaro V va ser amenaçat per Daniel da Silva, duc de Mbamba, en 1634, els germans van anar a ajur al rei. Garcia va ser particularment valent durant la desesperada batalla que va tenir lloc al comtat de Soyo, ja que l'exèrcit reial els va empentar contra el riu. Garcia va ser recompensat per la seva valentia en ser nomenat marquès de Kiova, un petit territori a la riba sud del Congo, mentre que el seu germà va ser ascendit al duc de Mbamba. No obstant això, el 1636 Álvaro V va intentar expulsar els germans i matar-los, i ambdós van aconseguir derrotar i decapitar al rei. Álvaro va ser llavors coronat rei Álvaro VI i va nomenar Garcia duc de Mbamba.
El 22 de gener de 1641, Álvaro va morir en circumstàncies misterioses i, abans que es pogués celebrar l'elecció, Garcia va traslladar les forces de Mbamba a la capital i els va obligar a declarar-lo rei. Gairebé immediatament es va enfrontar a una crisi quan a la mort de Paulo, comte de Soyo i aliat seu, va ser substituït Daniel da Silva, enemic i rival seu. Alhora l'armada holandesa va envair i va prendre la colònia portuguesa de Luanda. Congo va segellar un pacte a llarg termini per ajudar els holandesos a expulsar els portuguesos a Angola, i immediatament va traslladar els seus exèrcits cap al sud. El 1642 va rebre una ambaixada holandesa i va signar una aliança; només es va negar a permetre'ls enviar-li un predicador calvinista, insistint que era catòlic i no ho permetria.
Garcia esperava que els holandesos l'ajudessin a expulsar els portuguesos fora d'Angola, però els holandesos no esperaven convertir Luanda en un lloc comercial i permetre als portuguesos continuar tenint els seus territoris a l'interior. Els soldats holandesos, però, van ajudar Garcia a derrotar una rebel·lió a Nsala en 1642, i amb els esclaus capturats pagaren les despeses holandeses per prendre Luanda.
El 1643, quan es van trencar les relacions entre la Companyia Holandesa de les Índies Occidentals i els portuguesos, les forces de Garcia van ajudar a guiar als portuguesos des de les seves posicions al riu Bengo, encara que els holandesos es van negar a pressionar l'atac i els portuguesos es van reagrupar a Massangano, més a l'interior. No obstant això, les relacions cada vegada més hostils entre Garcia i Daniel da Silva li van impedir comprometre la campanya contra Portugal.
En 1645 va intentar expulsar Daniel de Soyo, però va ser derrotat intentant prendre la posició fortificada de Soyo a Mfinda Ngula. El seu fill i hereu, Afonso, capdavanter de les forces Congo, va ser capturat i en 1646 va fracassar una campanya per alliberar-lo. A causa d'aquestes guerres, Congo només va poder enviar petites forces, quan els holandesos, tement que el portuguesos reforçats els poguessin expulsar de Luanda, va declarar tota la guerra juntament amb la reina Nzinga de Matamba. Encara que els aliats van tenir èxit a la batalla de Kombi en 1647, no van poder desallotjar als portuguesos dels seus forts. Més reforços de Brasil en 1648 van obligar els holandesos a retirar-se.
En els anys posteriors Garcia va intentar millorar les relacions amb els portuguesos. El governador portuguès Salvador Correia de Sá va demanar que García signés un dur tractat després de la seva victòria sobre els holandesos, reclamant l'illa de Luanda, totes les terres al sud del riu Bengo, els drets de totes les mines al Congo, pagament d'una indemnització, i altres concessions importants. La versió de Garcia del tractat va insistir en la restauració dels seus drets al sud del riu Bengo, així com altres demandes. El tractat es va presentar el 1649 i cap de les dues parts el va signar, encara que Garcia va pagar una indemnització.
Garcia va centrar la seva atenció des d'aleshores en assumptes interns. Els missioners caputxins arribats des d'Itàlia i Espanya el 1645 van ajudar a proporcionar més clergues a l'Església, i Garcia els va donar la benvinguda al seu país. Tanmateix els va acusar de tramar contra ells el 1652, i el mateix any va empresonar Dona Leonor, una reina d'edat i molt respectada per la seva implicació en una suposada trama. Va morir a la presó i com a resultat Garcia va perdre considerable suport popular.
El 1655 va intentar prendre Soyo un altre cop, i en 1656 dos fills de Pedro II van intentar derrocar-lo. Els portuguesos van intervenir en nom seu i podrien haver atacat Congo. No obstant això, Garcia va poder derrotar els germans i alhora evitar que els portuguesos recordessin la seva derrota a la batalla de Mbumbi. Cap a 1657 Garcia II havia aniquilat o absorbit la resta de la Casa de Nsundi.
Garcia va morir el 1660, i el va succeir el seu segon fill António I.